# Amenemniszu
Amenemniszu (uralkodói nevén Noferkaré; ? – i. e. 1047), egyiptomi fáraó a XXI. dinasztia idején, i. e. 1051-től haláláig.

## Uralkodása
Amenemniszu létezését csak 1940-ben erősítették meg hivatalosan, mikor Pierre Montet felfedezte utódja, I. Paszebahaenniut taniszi sírját. Innen került elő egy arany íjvég, amelyen Amenemniszu uralkodói neve, a Noferkaré, valamint utódjáé szerepel. Bár Manethón királylistája említi – dinasztiája második fáraójaként, Nepherkerész néven –, létezésében korábban kételkedtek, mert nem kerültek elő a nevével jelölt leletek. Manethón négy év uralkodási időt tulajdonít neki, de őnála nem Neszubanebdzsedet követi. Felvett uralkodói neve óbirodalmi eredetű.
Bár uralkodásáról nem sok adat maradt fenn, azt tudni, hogy Ámon főpapja, Menheperré Amenemniszu uralkodása alatt kegyelmezett meg egy, a főpap ellen kitört lázadás vezetőinek. A lázadókat Amenemniszu elődje, I. Neszubanebdzsed 25. uralkodási évében száműzték Egyiptom nyugati oázisába. Az eseményekről a valószínűleg Amenemniszu idejlben készült Száműzetés-sztélé (Louvre C. 256) számol be. Halála után I. Paszebahaenniut követte az uralkodásban.

## Fordítás
- Ez a szócikk részben vagy egészben  az   Amenemnisu című angol Wikipédia-szócikk ezen változatának fordításán alapul.  Az eredeti cikk szerkesztőit annak laptörténete sorolja fel. Ez a jelzés csupán a megfogalmazás eredetét és a szerzői jogokat jelzi, nem szolgál a cikkben szereplő információk forrásmegjelöléseként.